# Samtgemeinde Ilmenau
La comunità amministrativa di Ilmenau (Samtgemeinde Ilmenau) si trova nel circondario di Luneburgo nella Bassa Sassonia, in Germania.

## Suddivisione
Comprende 4 comuni:
1. Barnstedt
2. Deutsch Evern
3. Embsen
4. Melbeck

Il capoluogo è Melbeck.